# 켄 헨슬리
켄 헨슬리(영어: Ken Hensley, 1945년 8월 24일 ~ 2020년 11월 4일)는 1970년대 유라이어 힙과의 작업으로 가장 잘 알려진 영국의 싱어송라이터, 멀티 인스트루멘털리스트이자 프로듀서였다.
그는 이 기간 동안 히트 싱글 〈Lady in Black〉 (그는 리드 보컬을 불렀다), 〈Easy Livin'〉, 〈Stealin'〉, 〈Look at Yourself〉, 〈Free Me〉를 포함하여 유라이어 힙의 노래의 대부분을 공동 작사, 작곡했다.

## 생애
런던 남동부 플럼스테드에서 태어난 헨슬리는 1945년 부모님, 3명의 형제, 여동생과 함께 하트퍼드셔주의 스테버니지로 이사했다. 그는 12살에 버트 위던 매뉴얼에서 기타를 연주하는 법을 배웠다. 그의 첫 번째 공연은 스티븐에 있는 멘트모어 펜 팩토리 (1960년 9월)였다. 그 후, 그는 블루 노트, 켄과 커즌스와 키트 그리고 사라센스와 함께 연주했다. 1963년, 이 밴드는 지미 브라운 사운드로 발전했고, 그들은 이제 잃어버린 노래들을 녹음했다. 이때 헨슬리의 첫 번째 "전문적인" 기회가 거의 찾아왔다. 그들은 영국 방문에서 벤 E. 킹을 지지하기로 되어 있었지만, 그런 일은 일어나지 않았다.
1965년 초, 헨슬리는 후에 존 메이올과 롤링 스톤스와의 작업으로 잘 알려진 젊은 기타리스트 믹 테일러와 함께 갓스라고 불리는 밴드를 결성했다. 헨슬리는 대부분의 자료를 쓰고, 노래하고, 해먼드 B3 오르간을 연주했다. 밴드가 이미 테일러를 기타로 연주했기 때문이다. 갓스의 라인업에는 보컬리스트이자 기타리스트, 베이시스트 그렉 레이크 (나중에 킹 크림슨과 에머슨, 레이크 & 파머), 베이시스트 폴 뉴턴 (나중에 첫 번째 유라이어 힙 베이시스트), 드러머 리 커슬레이크 (나중에 유라이어 힙 베이시스트), 베이시스트 존 글라스 (나중에 제쓰로 툴), 그리고 기타리스트 조 코나스가 포함되었다. 1968년 초, 그들은 컬럼비아 레코드와 계약했고 두 장의 LP와 여러 장의 싱글을 녹음했다.
헨슬리는 또한 처음에 그들의 세 번째 음반이 될 계획이었지만, 1969년~1970년에 헤드 머신의 《Orgasm》이라는 닉네임으로 녹음되어 발매되었다. 이 음반은 갓스의 프로듀서 데이비드 파라모어에 의해 제작되었고 헨슬리와 커슬레이크 모두 베이스를 맡은 존 글래스콕, 드럼을 맡은 브라이언 글래스콕, 보컬을 맡은 데이비드 파라모어가 모두 가명으로 제작된다. 헨슬리는 그의 경력 초기처럼 대부분 기타를 다시 연주했다. 비록 파라모어가 작곡가로 인정받았지만, 그 노래들은 헨슬리의 영향을 많이 받았다. 이 음반은 헨슬리가 토 팻에 합류하기 전에 발매되었으며, 유라이어 힙에서 그의 향후 작업의 어려운 면을 위한 프로토타입으로 거의 여겨질 수 있다.

### 사망
2020년 11월 4일 75세의 나이로 사망하였다. 그는 그가 죽기 전에 《My Book of Answers》라는 제목의 음반을 완성했고, 2021년 3월 5일에 발매되었다.

## 음반 목록

### 유라이어 힙
- ...Very 'Eavy ...Very 'Umble (1970)
- Salisbury (1971)
- Look at Yourself (1971)
- Demons and Wizards (1972)
- The Magician's Birthday (1972)
- Uriah Heep Live (live, 1973)
- Sweet Freedom (1973)
- Wonderworld (1974)
- Return to Fantasy (1975)
- The Best of Uriah Heep (compilation, 1975)
- High and Mighty (1976)
- Firefly (1977)
- Innocent Victim (1977)
- Fallen Angel (1978)
- Conquest (1980)
- Live at Shepperton '74 (live, 1986)
- Live in Europe 1979 (live, 1986)
- Still 'Eavy Still Proud (compilation, 1990)
- Rarities From The Bronze Age (compilation, 1991)
- The Lansdowne Tapes (1993)
- A Time of Revelation (1996)
- Live in San Diego 1974 (live, 1997)
- The Magician's Birthday Party (live, recorded 2001, released 2002)
- Chapter & Verse – The Uriah Heep Story (compilation, 2005)